# Moschea Tombul
La moschea Tombul (in bulgaro: Томбул джамия, in turco: Tombul Camii), ufficialmente moschea di Sherif Halil Pascià, è una moschea ottomana della città di Šumen, in Bulgaria. È la più grande moschea del paese.

## Storia e descrizione
Fu costruita tra il 1740 ed il 1744 per volontà di Sherif Halil Pascià, nativo del vicino villaggio di Madara. Oltre al tempio venne costruito il complesso di strutture, noto come külliye, all'interno del quale vi erano una madrasa ed un ricovero.
L'ingresso dell'edificio è presentato da un portico sorretto da sei pilastri e sormontato da cinque cupole. Gli interni sono decorati con dipinti geometrici e floreali e con iscrizioni coraniche. A destra dell'ingresso si staglia il minareto, alto 40 m. La parte inferiore della sala della preghiera, è a pianta quadrata, mentre quella superiore, a sua volta sormontata dalla cupola, è di forma ottagonale. Nel cortile del complesso, lungo il lato ovest della moschea, vi è un sadirvan.